# Nicolás Bravo
Nicolás Bravo Rueda (Chilpancingo, 10 settembre 1786 – Chilpancingo, 22 aprile 1854) è stato un politico messicano.
È stato Presidente del Messico in tre periodi: dal 10 luglio al 19 luglio 1839, dal 26 ottobre 1842 al 4 marzo 1843 e dal 28 luglio al 4 agosto 1846.
Dall'aprile al maggio 1822 è stato Reggente dell'Impero Messicano. Dal 1824 al 1827 e poi nuovamente per un periodo nel 1846 è stato Vicepresidente del Paese.
In quest'epoca i partiti politici non erano ancora strutturati , e l'élite politica del Paese si divideva tra due Grandi logge massoniche, la centrista di Rito scozzese antico ed accettato (los escoseses) e la più liberale del Rito di York (los yorquinos). Bravo fu Gran maestro della Gran Loggia di Rito scozzese del Messico dal 1823 al 1827, in un periodo in cui questa Gran loggia controllava tutte le posizioni politiche del Paese .